# Castelo de Vila Nova de Cerveira
O Castelo de Vila Nova de Cerveira localiza-se na atual freguesia de Vila Nova de Cerveira e Lovelhe, na vila e no município de Vila Nova de Cerveira, distrito de Viana do Castelo, em Portugal.
Sentinela da linde norte, delimitada pelo curso do rio Minho, ergue-se na sua margem esquerda, fronteiro à Espanha, cobrindo a linha defensiva do Alto Minho, no trecho compreendido entre a foz do rio, na altura de Caminha, e a vila de Melgaço.
O Castelo de Vila Nova de Cerveira encontra-se classificado como Imóvel de Interesse Público desde 1974.

## História

### Antecedentes
Não há consenso entre os estudiosos acerca da primitiva ocupação humana de seu sítio, ponto de travessia do rio para mercadores e peregrinos, e fronteira natural com o reino de Leão.

### O castelo medieval
A informação mais antiga sobre a sua defesa encontra-se na Carta de Foral confirmada por D. Sancho II (1223-48) à vila de Elvas (1229), onde, entre os nomes dos nobres que a subscrevem, se encontra o de Pedro Novaes, alcaide (tenens) do Castelo de Cerveira (Domnus Petrus Novaes tenens castellum). Acredita-se que o castelo se constituísse, à época, apenas em uma torre defensiva.
Ao tempo do rei D. Afonso III (1248-79), as Inquirições de 1258 informam que os moradores de Cerveira e das freguesias vizinhas estavam sujeitos à anúduva, tributo feudal que consistia, em caso de necessidade de reparos em algum castelo, no fornecimento de materiais de construção e prestações de trabalho pela comunidade.
O seu sucessor, D. Dinis (1279-1325), visando alargar o povoamento da região, tentou atrair casais para Cerveira (1317), outorgando-lhe Carta de Foral que a transformava em vila (Vila Nova de Cerveira) com as regalias anteriormente concedidas a Caminha (1 de Outubro de 1321). Datam desse período a melhoria e ampliação das defesas, o que é documentalmente ratificado quando Rui de Pina (Crónica d’El Rei D. Diniz) inclui a Vila Nova de Cerveira entre as localidades que este monarca povoou de novo e fez castelos.
Quando da eclosão da Crise de 1383-1385, o alcaide do Castelo e a povoação mantiveram-se leais a Castela. Na Primavera de 1385, tendo o Condestável Nuno Álvares Pereira, após conquistar o Castelo de Neiva, encetado peregrinação a Santiago de Compostela à frente de seus homens, o que os conduziu adiante de Vila Nova de Cerveira, os homens-bons da vila, receosos de um ataque mandaram-lhe um pedido para que o não fizesse, pois eles portugueses eram, e queriam ser servidores del-Rei e do Reino. Desse modo, o Condestável obteve-lhe a submissão e a das demais terras da região ao rei D. João I (1385-1433).
D. Afonso V (1438-1481) recompensou os feitos de D. Leonel de Lima, nas campanhas do Norte d’África, atribuindo-lhe o título de 1º visconde de Vila Nova de Cerveira (1476) e a posse da vila. Este senhor procedeu-lhe reforços nas defesas.
Sob o reinado de D. Manuel I (1495-1521), a povoação e seu castelo encontram-se figurados por Duarte de Armas (Livro das Fortalezas, c. 1509).

### Da Guerra da Restauração aos nossos dias
Durante a Guerra da Restauração da independência portuguesa, a povoação resistiu vitoriosa, sob o comando de Manuel de Souza Abreu, ao assédio das tropas espanholas (1643), feito que repetiu mais tarde, no contexto da Guerra Peninsular, quando impediu a travessia, naquele trecho do rio, às tropas napoleónicas sob o comando do general Soult (1809), forçando-as ao seu contorno.
Datam da segunda metade do século XVII as melhorias que se impuseram à defesa diante dos acontecimentos de 1643 e do crescimento da vila. Implementada de 1660 a 1665 às custas de D. Diogo de Lima, 8º visconde de Vila Nova de Cerveira, esta modernização compreendeu a construção de cinco baluartes salientes, adaptados ao tiro de artilharia, complementados por muralhamentos intermediários e fossos cobrindo o perímetro urbano.
Datam deste período as novas portas da vila: a Porta do Rio (Oeste), a Porta de Trás da Igreja (a Leste), a Porta da Campana (a Norte) e a Porta Nova (na saída para Gondarém). É também desse período a Capela de Nossa Senhora da Ajuda, erguida no interior do castelo junto ao portão principal.
Durante o século XIX, o crescimento da vila levou à absorção das suas defesas. Uma das perdas mais expressivas foi a da Torre de Menagem, parcialmente destruída (1844), ao qual se seguiu a muralha norte, com o desaparecimento da primitiva porta da traição.
No século XX, o antigo castelo foi classificado como  Imóvel de Interesse Público através do Decreto publicado em 21 de Dezembro de 1974. Mediante a doação à Câmara Municipal, do recinto amuralhado (carta de 22 de Março de 1975, iniciou-se uma profunda reforma urbanística em Vila Nova de Cerveira, resgatando-se o seu centro histórico (Castelo, Igreja da Misericórdia, pelourinho, edifícios da antiga Câmara Municipal, do tribunal, da cadeia e diversas habitações) e revalorizando-se a sua vocação turística.
O castelo medieval foi requalificado, tendo as suas instalações sido parcialmente adaptadas a funções hoteleiras em 1982 (Pousada de D. Dinis), integrando a rede Pousadas de Portugal até a sua desativação em 2008.
Em 2016 o castelo, propriedade do Estado Português, integrou o programa ‘Revive’, projeto do Estado português que prevê a abertura do património ao investimento privado para o desenvolvimento de projetos turísticos.
A área a afetar a uso turístico é a totalidade do imóvel e o modelo jurídico será o de direito de superfície..
Em 2021, foi anunciado que vai ser transformado num boutique hotel de quatro estrelas. O concurso, ganho em 2019 pelo empresário Eurico da Fonseca, concedeu-lhe a a adjudicação do imóvel em troca de uma renda anual de 33 500 euros. O boutique hotel terá uma oferta de 44 unidades de alojamento, restaurante e bar. A aposta vai recair também no segmento de eventos com a criação de várias salas polivalentes e um ‘business center’. Da lista de facilidades fazem ainda parte uma piscina aquecida, spa e ginásio.
Quando foi assinado o contrato de concessão o investidor tinha dois anos para iniciar a intervenção. Em 2021, o prazo foi prorrogado por mais dois anos e não foi iniciada. 
Nas eleições de Setembro de 2021, o novo executivo manifestou desde logo que era contra o desenvolvimento do hotel no âmbito do programa Revive, projeto do Estado português com contrato de concessão firme, pretendendo a reversão da concessão, não concedendo o alvará de construção e obstaculizando o normal andamento do projeto até meados de 2023
Em novembro de 2023, o presidente da Câmara de Vila Nova de Cerveira quer reverter a concessão do castelo, procurando através de um projeto europeu novas soluções para o futuro e não quer que o 'ex-líbris' do município seja transformado em hotel, até porque existem outros projetos privados na área do alojamento e hotelaria.

## Características
O castelo apresenta planta com a forma ovalada, típica do estilo gótico, com muralhas em aparelho de pedra coroadas por ameias, percorridas por adarve, reforçadas por oito cubelos de planta quadrangular, destacando-se os restos de um dos antigos matacães e os vestígios da antiga torre de menagem. O castelo é acedido por duas portas ligadas entre si por um arruamento (a Rua Direita):
- a elegante porta da barbacã (Porta da Vila) em arco ogival, encimada pelo escudo de armas de D. Dinis, a Sul, comunicando com o terreiro da feira;
- a Porta da Traição, simples postigo, a Norte, comunicando com a margem do rio.

No seu interior erguem-se os edifícios da Casa da Câmara e Cadeia, o pelourinho, a Igreja da Misericórdia, os quartéis, paióis e a cisterna. Na entrada principal da barbacã, encontra-se a Capela de Nossa Senhora da Ajuda.
Os vestígios da modernização seiscentista do castelo - baluartes, guaritas e fossos - carecem de valorização como um todo, absorvidos parcialmente pela expansão urbana a partir do século XIX.